# Jump (Flo Rida)
Jump è un brano musicale di Flo Rida, pubblicato come secondo singolo estratto dall'album R.O.O.T.S., secondo album del rapper. Il brano figura la collaborazione di Nelly Furtado ed è stato utilizzato per promuovere il film della Disney G-Force, oltre ad essere inserito in una versione rimontata nella playlist di Radio Disney

## Tracce
Download digitale
- Jump (Let's Go Ichiro Remix)

CD singolo
1. Jump (Album Version) - 3:31
2. Jump (Instrumental) - 3:33

## Classifiche
| Classifica (2009)                    | Posizione massima |
| ------------------------------------ | ----------------- |
| Australia (ARIA Charts)              | 18                |
| Austria (Ö3 Austria Top 40)          | 34                |
| Irlanda (IRMA)                       | 26                |
| Canada (Billboard Canadian Hot 100)  | 32                |
| Germania (Media Control Charts)      | 27                |
| Nuova Zelanda (RIANZ)                | 33                |
| Regno Unito (Official Singles Chart) | 21                |
| Stati Uniti (Billboard Hot 100)      | 54                |
| Stati Uniti (Pop Songs)              | 35                |